# أخاديد الأسوار
أخاديد الأسوار هي رواية أصدرتها الكاتبة المغربية الزهرة رميج، تجسد معاناة أقارب المعتقلين السياسيين،

## عن الرواية
"أخاديد الأسوار"، هي أول أعمال رميج الأدبية، وهي أقرب إلى اليوميات، للخيال فيها نصيب كبير، وغلبت عليها اللغة الشعرية، وقد زاوجت الكاتبة فيها بين الرواية والسيرة الذاتية.
يشير الناقد إدريس الخضراوي، أنه مهما يكن الاجتهاد الفكري الذي تقدمه الزهرة رميج في هذه الرواية الأستعادية، فإن أخاديد الأسوارإضافة حقيقية للمنجز الروائي المغربي المعاصر، خاصة ذلك المتن الخاص منه، والذي اضطلع بتعرية الأوهام، وإضاءة القسوة التي تجرعها جيل بأكمله في سبيل الإيمان بالتغيير.
يقول الناقد عثماني الميلود أن أخاديد الأسوار للزهرة رميج تندرج ضمن خانة التخييل الذاتي لتغليب البرنامج التخييلي على البرنامج الأوطوبيوغرافي، وذلك من خلال تعميق الهوة بين مضمون الذكريات وشكل الكتابة. وعليه، فإن "الأخاديد" هي تخييل ذاتي يعاد من خلاله بناء الهوية الذاتية، عبر الإجابة عن سؤال: من أكون؟ وبناء الصور الغيرية: والإجابة عن سؤال: من كان؟ مع التأشير إلى نهاية التاريخ وصبغه برؤية طللية تراجيدية.
تصنف رواية "أخاديد الأسوار" ضمن أدب المعتقلات، حيث تقوم الزوجة المغربية "الذات الساردة" في الرواية بنقل تجربة زوجها في الاعتقال، كما تعد الرواية وطنية رومانسية من منطلق الحديث عن الانتماء الوطني الحزبي الذي أودي بالزوج المغربي "العراقي العائد إلى وطنه"، ومن خلال المشاهد الحميمة، ووصف الطبيعة وتوعية أفراد الأسرة للأساسات التي تقوم عليها العلاقة الزوجية من تفاهم وحب وثقة. كما يمكن أن تُصنف الرواية في أدب الرسائل الشخصية، حيث هناك خطاب وتفاصيل يتم ذكرها بين المرسل "الزوجة" والمرسل إليه "الزوج".

## ملخص
تدور أحداث الرواية في إطار اجتماعي يعكس واقع المجتمع المغربي من خلال قصة شخصية المرأة والصراع بين الحلم والواقع. تسلط الرواية الضوء على معاناة الأفراد في مواجهة القيود الاجتماعية والثقافية التي تحد من حريتهم الشخصية، خصوصاً النساء اللواتي يعانين من أعباء التقاليد والأعراف.
تستعرض الرواية حياة البطلة التي تكافح من أجل التعبير عن ذاتها وتجاوز "الأخاديد" أو الجروح العميقة التي خلفتها أسوار المجتمع القوية التي تحيط بها، سواء كانت هذه الأسوار مجازية أو حقيقية. من خلال رحلة داخلية وخارجية، تحاول البطلة كسر هذه القيود وتحقيق الاستقلال والكرامة.

## الشخصيات في الرواية
أحمد شخصية محوية في الرواية، سجين سياسي يعاني من التعذيب الجسدي والنفسي، ويمثل معاناة جيل بأكمله ممن دفعوا ثمن نضالهم من أجل الحرية والديمقراطية. فاطمة زوجة أحمد، تعاني من الفقد والوحدة بسبب غياب زوجها في السجن، وتمثل صورة المرأة الصامدة التي تواجه التحديات الاجتماعية والعائلية. ثم السارد الزهرة رميج، يقدم وجهة نظر متداخلة بين الشخصيات، موضحًا الصراعات الداخلية والخارجية لكل منهم. أما الشخصيات الثانوية نجد منها : زملاء أحمد في السجن، الذين يمثلون تيارات فكرية وسياسية متنوعة، وأفراد الأسرة والجيران، الذين يرمزون إلى المجتمع المغربي بمختلف طبقاته. تبقى الرواية استكشاف لعالم السجن كرمز للقمع والمعاناة، ولمدى تأثيره على الروح الإنسانية والعلاقات الاجتماعية.

## الرموز الاساسية
- الأسوار: ترمز إلى الحواجز التي يفرضها المجتمع على الأفراد، خاصة النساء، سواء كانت هذه الحواجز مادية أو معنوية. "الأخاديد" التي في الأسوار تدل على الجروح أو التأثيرات العميقة التي تتركها هذه القيود في النفوس.
- الرحلة: تمثل البحث عن الذات، وعن الحرية، وهي رحلة داخلية تعبر عن نضال البطلة في كسر القيود الاجتماعية والنفسية.

- الضوء والظلام: غالباً ما تستخدم الكاتبة هذه الصور لتصوير التناقض بين الأمل واليأس، المعرفة والجهل، الحرية والقيد.

## الموضوعات
رواية "أخاديد الأسوار" تتناول عدة موضوعات رئيسية تتجلى في الصراع بين الرغبة في التحرر من القيود الاجتماعية والأعراف التقليدية التي يفرضها المجتمع، حيث تعيش البطلة هذا الصراع بين ما ترغب فيه وما يحدده الواقع المحيط بها. كما تبرز الرواية رحلة البطلة في اكتشاف هويتها الذاتية والتصالح مع ذاتها بعيدًا عن التوقعات والضغوط الاجتماعية المفروضة عليها، مما يعكس بحثها المستمر عن ذاتها الحقيقية. وتُسلط الرواية الضوء على دور المرأة في المجتمع المغربي، من خلال نقدها للظروف التي تعيشها النساء، ودعوتها الضمنية إلى التغيير الاجتماعي والثقافي لتمكين المرأة من حقوقها وحريتها. بالرغم من الألم والمعاناة الناتجة عن هذه القيود.

## البناء الروائي
تعتمد الرواية على بنية سردية مركبة تجمع بين السرد الزمني المتتالي وبعض فلاش باك تعيد إلى الذاكرة أحداثاً مهمة شكلت شخصية البطلة وقراراتها. كذلك، تستخدم الكاتبة الحوار الداخلي والتأملات الذاتية لتقديم صورة أكثر عمقاً عن الصراعات النفسية التي تمر بها البطلة.

## البعد التاريخي والاجتماعي
تُكتب رواية "أخاديد الأسوار" في سياق مجتمع مغربي يعاني من صراعات عميقة بين الحداثة والتقاليد، حيث يعيش المجتمع حالة من التوتر والتناقض بين رغبة التقدم والتطور من جهة، والحفاظ على القيم والعادات الأصيلة من جهة أخرى. تعكس الرواية هذه المرحلة الحرجة من التحولات الاجتماعية والسياسية التي يشهدها المغرب، خاصة فيما يتعلق بوضع المرأة وحقوقها التي كانت لفترة طويلة مقيدة بالقيود الاجتماعية والدينية. تكشف الرواية عن التناقضات التي تواجهها المرأة المغربية بين الأصالة والانفتاح، حيث تجد نفسها ممزقة بين احترام التقاليد المحافظة وما يتطلع إليه عصر الحداثة من حرية واستقلالية، وبين ما هو ممنوع اجتماعياً وما هو مرغوب بشكل متزايد في الحيز العام والخاص.
يُبرز النص، من خلال شخصياته وأحداثه، هذه التحديات المتشابكة، مما يجعل من الرواية وثيقة اجتماعية مهمة تقدم تحليلاً عميقاً وواعيًا لواقع مجتمع متغير يمر بفترة تحولات جذرية على المستويات الثقافية، السياسية، والاقتصادية. وفي الوقت نفسه، تضع الرواية أسئلة حيوية حول الهوية، الحرية، والمسؤولية الفردية والجماعية في زمن التغيير.

## البُعد السياسي
الرواية تضع القارئ في سياق فترة مهمة من تاريخ المغرب، حيث تبرز معاناة المعتقلين السياسيين الذين ناضلوا ضد الظلم والاستبداد.
- السجن كرمز: يمثل السجن رمزًا للقمع السياسي الذي عاشه المغرب في مرحلة ما بعد الاستقلال، حيث تعرض المعارضون السياسيون للاعتقال والتعذيب بسبب آرائهم.
- صراع الأيديولوجيات: من خلال شخصيات المعتقلين، تُبرز الرواية تنوع التيارات الفكرية التي واجهت السلطة، مثل الاشتراكيين والقوميين وغيرهم.

## الجانب الإنساني
الرواية تسلط الضوء على البعد النفسي والعاطفي لشخصياتها، وتناقش تأثير السجن على:
- السجين نفسه: أحمد يعاني من العزلة، التعذيب، والشعور بالخيانة أحيانًا، والسجن لا يؤثر فقط على جسده، بل أيضًا على روحه وأفكاره.
- الأسرة: معاناة زوجة أحمد (فاطمة) وأفراد أسرته تمثل جانبًا آخر من الظلم، حيث يتحول غياب السجين إلى فراغ نفسي واجتماعي لأحبته، أما فاطمة تجسد صورة المرأة المغربية الصبورة، التي تتحمل أعباء الحياة في غياب الزوج.

## البنية السردية والأسلوب الأدبي
- التناوب السردي: تستخدم الزهرة رميج تقنية السرد المتناوب، حيث تتنقل بين السجين وزوجته وشخصيات أخرى، مما يمنح الرواية بعدًا متعدد الأصوات.
- اللغة: تجمع الرواية بين اللغة البسيطة التي تعكس الحياة اليومية واللغة العميقة التي تتأمل المعاناة الإنسانية، مما يضفي قوة على السرد.

## القضايا المطروحة
الرواية ليست فقط عن السجن، بل تتناول أيضًا:
- الكرامة الإنسانية: كيف يمكن للنظام السياسي أن يسلب الإنسان حريته وكرامته، لكن الروح تبقى صامدة.
- دور المرأة: فاطمة تمثل معاناة النساء اللاتي يدفعن الثمن في صمت.
- الخيانة والولاء: تُظهر الرواية كيف يمكن للأيديولوجيات السياسية أن تُفرق بين الأصدقاء أو حتى بين أفراد العائلة.

## قراءات في الرواية
تعددت القراءات في رواية "أخاديد الأسوار" من قبل العديد من النقاد، سواء على مستوي المغرب، أو على مستوي الوطن العربي، ونذكر من بين هذه القراءات:
قراءة الناقد والروائي الليبي، محمد الأصفر، والتي جاء فيها: «أن الروائية زهرة رميح تطرح في روايتها الكثير من الأسئلة، وتشرح عقودًا زمنية مورست فيها كل أنواع العذاب والقهر، والاغتيالات وغيرها، والرواية اشتغلت على التداعيات التي تفجرها كتابة اليوميات والخواطر الشعرية المسرودة، والرواية كلها مكتوبة بشكل حواري، ومن الممكن جدًا تحويلها إلى مسرحية ميلودرامية، الرواية فيها الكثير من الحزن والكثير من الفرح، وكل من يقرأ الرواية خاصة إذا كان من قراء العالم الثالث، فلن يشعر بغربة وسيشعر أن أحداث الرواية ليست في المغرب، إنما في بلده هو، فالمشكلة التي تطرحها الرواية موجودة في كل دول العالم.. هناك أفكار.. هناك قمع.. هناك سجون.. هناك تعذيب.. هناك بيع وشراء مساجين.. وبيع وشراء أراء ودماء وذمم وغيرها..وتطرح الرواية قضية مهمة جدًا، وهي قضية تعويض السجناء السياسيين أو المسجونين ظلمًا، أو الذين تمت تصفيتهم جسديًا لسبب أو لآخر.»
- قراءة أخرى للرواية من تأليف مجموعة من الكتاب، والتي جاءت بعنوان «ضد الصمت والنسيان: قراءة في رواية أخاديد الأسور للزهرة رميج»[6]
- هناك أيضًا دراسة أدبية حول الرواية، والتي جاءت بعنوان "السرد الأستذكاري في رواية "أخاديد الأسوار" لــ: زهرة رميج. الدراسة من تأليف صبرين غباش، في يوليو 2018م عن كلية الآداب واللغات، جامعة بسكرة.[7]
- دراسة أدبية أخرى بعنوان " شعرية السرد في رواية أخاديد الأسوار للزهرة رميج"، من تأليف: رقية لحباري، وخولة حركات، منشورة في مجلة الموروث، 2022م. (اطلع على الدراسة)
- دراسة أدبية ثالثة بعنوان "تمثلات ثقافة الاغتراب بين سطوة البقاء وسلطة الغياب في رواية "أخاديد الأسوار" للزهرة رميج"، من تأليف: راضية شقروش، و عبد الحميد شكليل، منشورة في مجلة جسور المعرفة، 2023م. (اطلع على الدراسة

## رسالة الرواية
«أخاديد الأسوار" ليست مجرد رواية سياسية، بل هي شهادة أدبية عن معاناة جيل بأكمله، ودعوة للتأمل في قيمة الحرية والعدالة. تحمل الرواية أيضًا أملًا صامتًا في التغيير، حيث يُظهر الصمود البشري قدرة الإنسان على مقاومة القهر.»